# De Papegaey
De Papegaey is een voormalige windmolen uit 1690 aan de Buitenwatersloot (nummer circa 157) in Delft, in de Nederlandse provincie Zuid-Holland. De molen zou al voor de Eerste Wereldoorlog worden gesloopt, maar dit gebeurde uiteindelijk pas in 1936. Na de sloop werden er etagewoningen gebouwd. Hierbij werd de gevelsteen van de voormalige molen in de gevel gemetseld.
Op de gevelsteen staan bij het jaartal 1690 de volgende woorden:
DE PAPEGAEY IS MYN NAEM
TOT MALEN BEN ICK BEQUAEM
DIE DIT WERCK HEEFT DOEN MAKEN KYCK
SY IS GENAEMT LEUNTA JACOBA V DYCK
Daaronder is een tweede gevelsteen geplaatst met de tekst:
DE PAPEGAAY, DE MOLEN VAN VAN DYCK
DE SLOOPER MAAKTE HAAR MET DE GROND GELYCK
WANT ZY HAD AFGEDAAN EN ZOO GE NU AANSCHOUWT
ZYN OP HAAR PLAATS DEEZ WONINGEN GEBOUWD
1936